# 岩本月洲
岩本 月洲（いわもと げっしゅう、1901年7月27日 - 1995年3月3日）は日本の宗教学者、随筆家、政治家、参議院議員（1期）。

## 経歴
京都府出身。龍谷大学研究科修了、京都女子専門学校（現京都女子大学）講師、宗教文化研究所所長を歴任。
1947年の第1回参議院議員通常選挙に広島県選挙区（自由党）から立候補し当選。参議院議員を1期務める（3年議員）。1950年の第2回参議院議員通常選挙には現職として出馬したが落選。その後、特例社団法人真人会理事などを務め、広島県呉市（旧豊田郡安浦町）野呂山の「真人会野呂山道場」の建立に携わる。同道場の親鸞堂では、青少年修道研修会、成人修道研修会などを開催した。
1981年11月の秋の叙勲で勲四等に叙され、旭日小綬章を受章する。

## 著書
- 親鸞（1961真人会）
- 歎異抄夜話（1965新樹社）
- 日々抄・第一集〜第二集（1970真人会）など。